# Stephen Bonsal
Stephen Bonsal, född 29 mars 1865, död 8 juni 1951, var en amerikansk journalist och författare.
Bonsal var från 1885 korrespondent för New York Herald i skilda delar av världen med krig och revolutioner som specialitet. Han var i amerikansk diplomatisk tjänst 1893-1897, placerad i Peking, Madrid, Tokyo och Korea, hade specialuppdrag i Mexiko 1915 och följde samma år Hindenburgs armé på tyska västfronten. Bonsal var tolk vid fredskonferensen i Paris, där han var intim vän med överste Edward Mandell House. Han utgav flera reseskildringar och publicerade en bok om sina minnen från 1918, Unfinished business (1944, svensk översättning samma år).